# Judie Aronson
Judith M. (Judie) Aronson (Los Angeles, 7 juni 1964) is een Amerikaanse actrice.

## Biografie
Aronson is geboren als vierde in een gezin van vijf dochters. Zij was al vroeg bezig met zingen en dansen, zij ging studeren aan het UCLA in Los Angeles. Daar studeerde ze af in Theaterkunst. Tijdens haar studie opperde ze het idee om zelf winkels te openen in elektrische apparaten, deze winkels stonden in de Top 50 winkels in LA magazine van Los Angeles.
Aronson begon in 1983 met acteren in televisieserie The Powers of Matthew Star. Hierna heeft ze nog meerdere rollen gespeeld in televisieseries en films zoals Friday the 13th: The Final Chapter (1984), Weird Science (1985), Growing Pains (1990), Beverly Hills, 90210 (1991-1998) en Hannibal (2001).
In haar rol in de film Friday the 13th: The Final Chapter werd er gefilmd in een ijskoude nacht in december op een meer, ze kreeg het zo koud dat ze begon te huilen. Haar tegenspeler Ted White kreeg zo’n medelijden met haar dat hij eiste van de regisseur dat hij er iets aan deed. In deze opname kreeg ze last van hypothermie.

## Filmografie

### Films
Uitgezonderd korte films.
- 2021 13 Fanboy - als Judie Aronson
- 2005 Kiss Kiss Bang Bang – als vrouw in kadoshop
- 2001 Hannibal – als verslaggeefster
- 2000 Deep Core – als Lilly
- 2000 Famous – als Liz
- 1992 Desert Kickboxer – als Claudia Valenti
- 1990 Cool Blue – als Cathy
- 1990 The Sleeping Car – als Kim
- 1989 After Midnight – als Jennifer
- 1985 American Ninja – als Patricia Hickock
- 1985 Weird Science – als Hilly
- 1984 Things Are Looking Up – als Randi White
- 1984 Friday the 13th: The Final Chapter – als Samantha

### Televisieseries
Uitgezonderd eenmalige gastrollen.
- 1991 – 1998 Beverly Hills, 90210 – als Shelly (3 afl.)
- 1997 High Tide – als Robbins (2 afl.)
- 1991 Midnight Caller – als Cassie Douglas – televisieserie (2 afl.)
- 1987 – 1988 Pursuit of Happiness – als Sara Duncan – 10 afl.
- 1983 Simon & Simon – als Ronda – televisieserie (2 afl.)